# Neuffen
Neuffen è un comune tedesco di 6 231 abitanti, situato nel land del Baden-Württemberg.